# 柯瑞·拉吉
柯瑞·威廉·拉吉（英語：Corey William Large，1975年10月18日—），加拿大男製片人、編劇、演員及導演。

## 生平
柯瑞·威廉·拉吉生長於不列颠哥伦比亚省維多利亞附近沙尼治的展望湖（Prospect Lake）地區。中學畢業後就讀聖邁克爾大學。身為體育迷的拉吉，目標是成為職業棒球運動員。一次受傷讓他改走演藝事業。最初，他找到了一份模特兒工作。21歲時搬到了溫哥華求職，並開始就讀溫哥華電影學院，之後前往美國加利福尼亞州洛杉磯的美國戲劇藝術學院念書。他為了工作居住於洛杉磯。
拉吉很快發現幕後製作及融資項目才是在電影業的生存之道。他便回到聖邁克爾大學，製作並演出低成本電影《爱情方程式》（Window Theory）。之後，拉吉在加拿大和美國兩地來回奔波，主要監製和演出低成本電影。2018年推出了自編自導的恐怖片《第九位乘客》。2020年起與編導愛德華·德瑞克時常合作，如《異種獵殺》（2020年）、《終極異噬界》（2021年）、《終極狩獵團》（2021年）和《終極包圍戰》（2022年）；這幾部片皆由布魯斯·威利主演。

## 外部連結
- 柯瑞·拉吉在互联网电影资料库（IMDb）上的資料（英文）